# Pseudohemisphaerius piceus
Pseudohemisphaerius piceus är en insektsart som först beskrevs av Puton 1884.  Pseudohemisphaerius piceus ingår i släktet Pseudohemisphaerius och familjen sköldstritar. Inga underarter finns listade i Catalogue of Life.